# Рудник Алайгир
Рудник Алайгир — гірничодобувне підприємство в Карагандинській області Казахстану, яке споруджується для розробки однойменного свинцевого родовища.
Видобуток з Алайгир планують вести комбінованим способом — до глибини у 120 метрів за допомогою кар’єрів Західний та Східний, а далі до глибини у 550 метрів шахтним методом. Річна потужність копальні визначена як 0,9 млн тонн руди, з якої буде можливо отримувати 60 тисяч тонн свинцевого концентрату. Термін діяльності рудника заплановано як 24 роки.
Станом на 2011 рік запаси Алайгир оцінили у 18,5 тонн руди при середньому вмісті свинцю 5,4%.
Проєкт реалізують через компанію «СП «Алайгыр», яка входить до державної «НГК «Тау-Кен Самрук». Станом на 2023 рік рудник знаходився у високому ступеню готовності.